# Steinbach (Hunsrück)
Steinbach ist eine Ortsgemeinde im Rhein-Hunsrück-Kreis in Rheinland-Pfalz. Sie gehört der Verbandsgemeinde Simmern-Rheinböllen an.

## Geographie
Steinbach liegt im Hunsrück am Nordwesthang des Simmerbachtales. Die Gemarkung umfasst 2,60 km², davon 0,91 km² Wald. Zur Gemeinde gehören auch die Wohnplätze Bauermannsmühle, Dixenmühle und Sehnenmühle.

## Geschichte
Mit der Besetzung des Linken Rheinufers 1794 durch französische Revolutionstruppen wurde der Ort französisch, 1815 wurde er auf dem Wiener Kongress dem Königreich Preußen zugeordnet. Nach dem Ersten Weltkrieg zeitweise französisch besetzt, ist der Ort seit 1946 Teil Landes Rheinland-Pfalz.
Bevölkerungsentwicklung
Die Entwicklung der Einwohnerzahl von Steinbach, die Werte von 1871 bis 1987 beruhen auf Volkszählungen:
| Jahr | Einwohner |
| ---- | --------- |
| 1815 | 162       |
| 1835 | 151       |
| 1871 | 132       |
| 1905 | 127       |
| 1939 | 120       |
| 1950 | 128       |
| 1961 | 122       |

| Jahr | Einwohner |
| ---- | --------- |
| 1970 | 116       |
| 1987 | 105       |
| 1997 | 103       |
| 2005 | 118       |
| 2011 | 131       |
| 2017 | 134       |
| 2023 | 133       |

## Politik

### Ortsbürgermeister
Stephan Tries ist seit 2025 Ortsbürgermeister von Steinbach. Sein Vorgänger bis Ende 2024 war Michael Schubach.

### Wappen
Die Genehmigung zum Führen des Wappens wurde erteilt durch die Bezirksregierung Koblenz am 20. August 1981.
| Wappen von Steinbach | Blasonierung: „Schild gespalten und vorne geteilt, vorne oben in Rot ein schwarzer Rabe, unten geschacht von Blau und Gold, hinten in Silber ein schwarzes Wasserrad über schräglinker blauer Wellenleiste.“ |
| Wappen von Steinbach | Wappenbegründung: Die vordere Schildhälfte mit dem schwarzen Raben und dem sponheimischen Schach weisen auf die Ritter von Koppenstein, die vom 15. bis 18. Jahrhundert die Lehensträger des Ortes waren. Das Wasserrad erinnert an die drei Mühlen in der Ortsgemarkung. Die Wellenleiste deutet redend auf das Grundwort des Ortsnamens. |

## Persönlichkeiten
Der Schauspieler Andreas Külzer ist in Steinbach aufgewachsen.